# Список станций Пхеньянского метрополитена
Ниже представлен список станций Пхеньянского метрополитена. Пхеньянский метрополитен был открыт 6 сентября 1973 года и стал первым на Корейском полуострове. На данный момент метрополитен является единственным метрополитеном в КНДР. На сегодняшний день насчитывается 16 действующих и одна закрытая станция («Кванмён»), расположенные на двух линиях — «Чхоллима» и «Хёксин». Общая эксплуатационная длина Пхеньянского метрополитена составляет 22,5 км. 

## Линии и станции
«Чхоллима» (кор. 천리마선 — имя мифологического крылатого коня и движения, названного в честь него) — первая линия, связывающая север и юго-запад столицы КНДР. 
«Хёксин» (кор. 혁신선 — Обновление) — вторая линия, открытая 9 октября 1975. Линия связывает восток и запад города.    
| Линия    | Название станции Прежние названия                                                   | Дата открытия   | Пересадки              | Тип конструкции                                            | Координаты                       | Вид станции |
| -------- | ----------------------------------------------------------------------------------- | --------------- | ---------------------- | ---------------------------------------------------------- | -------------------------------- | ----------- |
| Чхоллима | Пульгынбёль (кор. 붉은별 — Красная звезда)                                          | 6 сентября 1973 |                        | пилонная трёхсводчатая глубокого заложения                 | 39°03′59″ с. ш. 125°45′23″ в. д. |             |
| Чхоллима | Чону (кор. 전우 — Товарищ)                                                          | 6 сентября 1973 | станция метро «Чонсын» | пилонная трёхсводчатая глубокого заложения                 | 39°03′25″ с. ш. 125°45′11″ в. д. |             |
| Чхоллима | Кэсон (кор. 개선 — Триумфальное возвращение)                                        | 6 сентября 1973 |                        | односводчатая глубокого заложения                          | 39°02′35″ с. ш. 125°45′14″ в. д. |             |
| Чхоллима | Моранбон (кор. 모란봉 — Пионовый холм) Тхонъиль (кор. 통일 — Воссоединение) до 2024 | 6 сентября 1973 |                        | пилонная трёхсводчатая глубокого заложения                 | 39°01′55″ с. ш. 125°45′23″ в. д. |             |
| Чхоллима | Сынни (кор. 승리 — Победа)                                                          | 6 сентября 1973 |                        | колонно-стеновая трёхсводчатая глубокого заложения         | 39°01′21″ с. ш. 125°45′10″ в. д. |             |
| Чхоллима | Понхва (кор. 봉화 — Путеводный огонь)                                               | 6 сентября 1973 |                        | пилонная трёхсводчатая глубокого заложения                 | 39°00′45″ с. ш. 125°44′41″ в. д. |             |
| Чхоллима | Йонгван (кор. 영광 — Слава)                                                         | 10 апреля 1987  | станция Пхеньян        | колонная трёхсводчатая глубокого заложения                 | 39°00′33″ с. ш. 125°43′53″ в. д. |             |
| Чхоллима | Пухын (кор. 부흥 — Освоение родины)                                                 | 10 апреля 1987  |                        | односводчатая глубокого заложения                          | 39°00′35″ с. ш. 125°43′07″ в. д. |             |
| Хёксин   | Нагвон (кор. 락원 — Рай)                                                            | 9 октября 1975  |                        |                                                            | 39°04′18″ с. ш. 125°48′57″ в. д. |             |
| Хёксин   | Кванмён (кор. 광명 — Свет) закрыта с 1995 года                                      | 9 октября 1975  |                        | пилонная трёхсводчатая глубокого заложения                 | 39°04′07″ с. ш. 125°47′22″ в. д. |             |
| Хёксин   | Самхын (кор. 삼흥 — Три начала)                                                     | 9 октября 1975  |                        | колонная трёхсводчатая глубокого заложения                 | 39°03′45″ с. ш. 125°46′05″ в. д. |             |
| Хёксин   | Чонсын (кор. 전승 — Триумф)                                                         | 9 октября 1975  | станция метро «Чону»   |                                                            | 39°03′31″ с. ш. 125°45′17″ в. д. |             |
| Хёксин   | Хёксин (кор. 혁신 — Обновление)                                                     | 9 октября 1975  |                        | колонная трёхсводчатая глубокого заложения                 | 39°02′54″ с. ш. 125°44′22″ в. д. |             |
| Хёксин   | Консоль (кор. 건설 — Строительство)                                                 | 6 октября 1978  |                        | односводчатая глубокого заложения с береговыми платформами | 39°02′05″ с. ш. 125°43′59″ в. д. |             |
| Хёксин   | Хвангымболь (кор. 황금벌 — Золотые поля)                                            | 6 октября 1978  |                        | колонная трёхсводчатая глубокого заложения                 | 39°01′42″ с. ш. 125°43′35″ в. д. |             |
| Хёксин   | Конгук (кор. 건국 — Основание нации)                                                | 9 сентября 1985 | станция Потхонган      | колонная трёхсводчатая глубокого заложения                 | 39°01′58″ с. ш. 125°42′36″ в. д. |             |
| Хёксин   | Кванбок (кор. 광복 — Возрождение)                                                   | 9 сентября 1985 |                        | пилонная трёхсводчатая глубокого заложения                 | 39°02′11″ с. ш. 125°42′03″ в. д. |             |